# Urtjutjärnarna (Jokkmokks socken, Lappland, 740142-170707)
Urtjutjärnarna är en sjö i Jokkmokks kommun i Lappland och ingår i Luleälvens huvudavrinningsområde.